# Fernando Cerchio
Fernando Cerchio (ur. 7 sierpnia 1914 roku, Luserna San Giovanni, zm. 19 sierpnia 1974 roku, Mentana) – włoski reżyser i scenarzysta filmowy. Wyreżyserował 32 filmy między rokiem 1940 a 1972. Z zawodu był krawcem.

## Narody
Za film dokumentalny Comacchio został nagrodzony w 1942 roku na festiwalu w Wenecji. W roku 1962 jego film Col ferro e col fuoco zwyciężył na festiwalu w Taorminie.

## Wybrana filmografia
- Comacchio (1942)
- Lulu (org. Lulù) (1953)
- Il Sepolcro dei re (1960)
- Nefretete, królowa Nilu (1961)
- Ogniem i mieczem (org. Col ferro e col fuoco) (1962)